# Osopsaron karlik
Osopsaron karlik és una espècie de peix de la família dels percòfids i de l'ordre dels perciformes.

## Descripció
Fa 4,2 cm de llargària màxima. 5-6 espines i 18-20 radis tous a l'aleta dorsal i cap espina i 22-23 radis tous a l'anal. 32 vèrtebres.

## Hàbitat i distribució geogràfica
És un peix marí i batidemersal (entre 260 i 450 m de fondària), el qual viu al Pacífic sud-oriental pertanyent a Xile: 3 muntanyes submarines a la part occidental de la serralada submarina Sala i Gómez (entre 25° 03′-26° 00′ S i 97°29'-100° 40′ W) i altres 3 muntanyes submarines a la cruïlla entre la dorsal de Nazca i la serralada submarina Sala i Gómez (entre 25° 19′-25° 48′ S i 85° 05′-86° 03′ W).

## Observacions
És inofensiu per als humans i el seu índex de vulnerabilitat és baix (11 de 100).